# Койл, Надин
Надин Элизабет Луиз Койл (англ. Nadine Elizabeth Louise Coyle; род. 15 июня 1985) — британо-ирландская певица, солистка девичьей поп-группы Girls Aloud.

## Биография
Надин родилась в Дерри, Северная Ирландия. У неё есть две сестры — Шармейн и Рейчел.
Первая слава пришла к девушке в 2001 году, когда она стала победительницей ирландского шоу талантов Popstars. Но Надин не смогла стать членом коллектива Six, открылся её обман — девушка не сообщила продюсерам, что была младше, чем требовалось по условиям конкурса.
В 2002 году Надин снова решила попытать счастья, но уже на британском шоу Popstars: The Rivals. На этот раз она прошла по возрасту и стала одной из солисток девичьей группы Girls Aloud.
Надин стала соавтором нескольких песен группы:
- «100 Different Ways» (What Will the Neighbours Say)
- «Why Do It» (Би-сайд к I Think We're Alone Now)
- «Sexy! No, No, No…» (Tangled Up)

## Сольная карьера
Ещё до участия в реалити-шоу, Надин записала демо-CD, в который вошли такие песни, как «Fields of Gold», «Somewhere Over the Rainbow», «Love Is» и «Summertime».
Надин появилась в видеоклипе Наташи Бедингфилд на песню «I Wanna Have Your Babies».
В 2009 году, когда Girls Aloud объявили о творческом перерыве, Надин начала работу над сольным альбомом. Её дебютный диск получил название Insatiable, а первым синглом была выбрана одноимённая песня. Релиз альбома состоялся 8 ноября 2010 года, но пластинка не имела большого успеха, возможно, из-за ограничений в продажах (диск был доступен только в супермаркетах Tesco). Вторым синглом должна была стать песня «Put Your Hands Up», а позже к выпуску в США планировалась «Runnin», но оба релиза были отменены.
В рамках сотрудничества со студией Xenomania, на счету которой числились почти все хиты Girls Aloud, в 2017 Надин выпустила сингл «Go to Work», а следом за ним — EP «Nadine», в который вошли три новых трека и один кавер. Новый диск был выпущен на другом лейбле: Надин заключила контракт с Virgin EMI Records. Летом 2019 Надин выпустила клип на песню «Fool for Love», а в конце года анонсировала релиз нового сингла — «All That I Know».
Осенью 2019 года певица приняла участие в съёмках приключенческого британского реалити-шоу «I’m a Celebrity… Get Me Out of Here!», где сумела войти в топ-6 лучших участников.

## Личная жизнь
В 2008—2011 года и вновь с 2013 года Надин состоит в фактическом браке с футболистом Джейсоном Беллом (род.1978). У пары есть дочь — Анайя Белл (род.10.02.2014).

### Сольная дискография
Альбомы:
- Insatiable (2010)
- Nadine (EP) (2018)

Синглы:
- Insatiable (2010)
- Sweetest High (2011)
- I Could Be (with Shane Filan) (2015)
- Go to Work (2017)
- Fool for Love (2019)
- All That I Know (2020)